# ヘムリガーゼ
ヘムリガーゼ (Heme ligase、EC 4.99.1.8)は、系統名をFe3+:フェリプロトポルフィリン IXリガーゼ (β-ヘマチン形成)(Fe3+:ferriprotoporphyrin IX ligase (beta-hematin-forming))という酵素である。他に、heme detoxification protein、HDP、hemozoin synthase等とも呼ばれる。以下の化学反応を触媒する。
2 プロトポルフィリンIX {\displaystyle \rightleftharpoons } β-ヘマチン
このヘム解毒酵素は、Plasmodium parasitesで見られる。